# Aiden Ashley

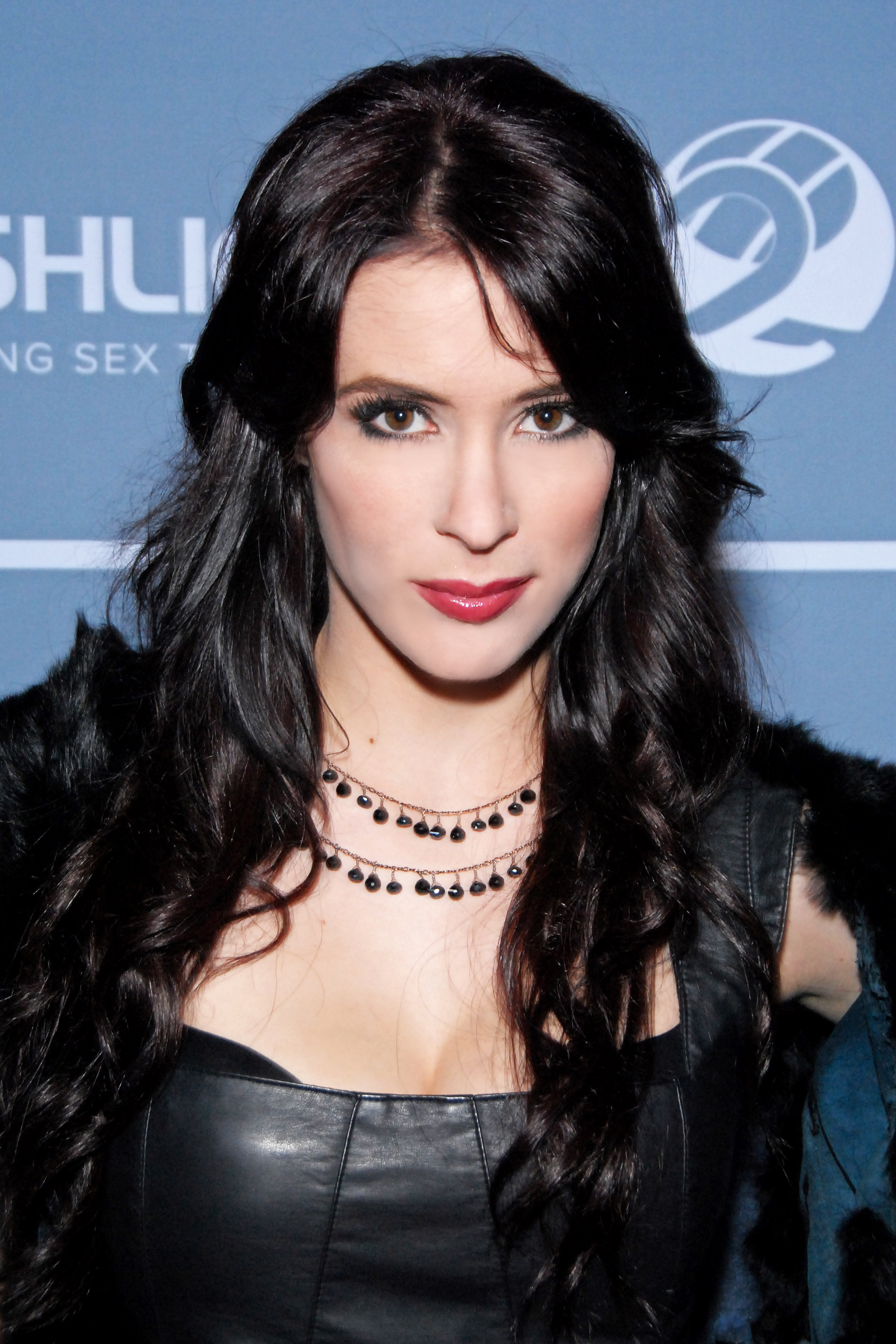
Aiden Ashley (2012)

Aiden Ashley (* 28. Februar 1990 in Indiana, USA) ist eine US-amerikanische Pornodarstellerin.

## Leben
Ashley besuchte eine katholische High School. Sie studierte, nahm Abendkurse für Musiktechnik und arbeitete auch für einen großen Radiosender. Ashley begann ihre Karriere zunächst mit lesbischen Szenen im November 2009. Seitdem hat sie für Studios wie Vivid Entertainment, Mile High, Pure Play Media, Wicked Pictures und Elegant Angel gearbeitet. Außerdem trat sie im erotischen Wrestling-Programm Ultimate Surrender von Kink.com auf. Aiden posierte im Dezember 2010 für eine Bildstrecke in einer Ausgabe des Hustler-Magazins.
Im Juli 2011 unterzeichnete Ashley einen Exklusiv-Vertrag über zwei Jahre mit Axel Braun Productions. Sie wurde 2012 für einen AVN Award als Best New Starlet nominiert. Neben ihren Lesbo-Filmen, wie etwa ihre Szenen in mehreren Teilen der Filmreihen Slumber Party und Please Make Me Lesbian, für ihre Darstellungen in Porno-Parodien bekannt, wie beispielsweise Dark Knight XXX: A Porn Parody (sie wurde für ihre Rolle der Catwoman als Best Actress – Parody Release für den XBIZ Award 2012 nominiert), Star Wars XXX – A Porn Parody (Rolle der Brea Tonnika), Peter Pan XXX: An Axel Braun Parody (2016 für ihre Oral-Szene für einen AVN Award nominiert), Batman V. Superman XXX: An Axel Braun Parody und Wolverine XXX – An Axel Braun Parody (für ihre Rolle der Domino als Best Actress – Parody Release für den XBIZ Award 2013 nominiert).

## Auszeichnungen
- 2014: NightMoves Award in der Kategorie Miss Congeniality
- 2021: XRCO Award – Unsung Siren[1]

## Filmografie (Auswahl)
- 2012: Dark Knight XXX: A Porn Parody
- 2012: Star Wars XXX: A Porn Parody
- 2013: Wolverine XXX: An Axel Braun Parody
- 2013: Meow 3
- 2015: This Ain’t American Horror Story XXX
- 2015: Peter Pan XXX: An Axel Braun Parody
- 2015: Batman V. Superman XXX: An Axel Braun Parody
- 2017: Justice League XXX: An Axel Braun Parody
- 2019: Girls of Wrestling
- 2020: A Killer on the Loose
- 2021: Pure and Natural
- 2021: Kittens & Cougars 16
- 2021: In the Room: My Girl’s First Black Guy